# 神馬譲
神馬 譲（じんま ゆずる、1981年5月13日 - ）は、北海道北見市出身の日本のソングライター、編曲家、ピアニスト、音楽プロデューサーである。フリーランス。

## 経歴
高校時代に吹奏楽部（クラリネット・指揮者を担当）に入部した事がきっかけで、管弦打楽器に強い興味を持ちオーケストレーションの勉強を開始。作曲の勉強を独学で続けながら、東京で開催されていたメタルギアソリッドシリーズの作曲で知られる日比野則彦率いるジェム・インパクト主催の作曲家講習会に北海道から定期的に参加、プロフェッショナルとしての技術・知識・人脈の基盤を構築する。
北海道の映像制作会社カメラハウス（北海道テレビ北見支局）入社後、映像制作全般と音楽制作を担当。この現場において「映像ディレクター」「映像編集者」「映像音楽制作」のそれぞれの立場を経験した事が「映像音楽制作」への深い理解に繋がる事になる。
2010年、音楽制作業務に専念する為退社後、東京へ移住。フリーランス作曲家としての活動を本格的にスタートさせる。各制作会社からの多ジャンルの制作依頼をこなしつつ、メジャー楽曲制作現場への制作参加を果たす。
2012年、劇伴作曲家のアシスタント等を務め、劇伴音楽（映像音楽）制作法・スタジオレコーディングワーク・ディレクション・プロデュース等を経験として学ぶ。同年、エクササイズトレーナー樫木裕実のシリーズ累計400万部の最新作「樫木裕実カーヴィーダンスで楽やせ！(DVD付き)」において、エクササイズ中BGM制作を担当（2曲）の他、GACKT主演・脚本・演出・原作の舞台「MOON SAGA 義経秘伝」の劇伴音楽作曲チームに参加の他、映画・テレビドラマ用のサウンドトラック制作に参加した。
2013年、香港在住の映画監督サム・レオン（Sam Leong）が手がけた”「In The Name of Love」映画シリーズ”の音楽制作チームに参加、同年1月に香港で行われたファイナルミックス（MA）にも同行する。シリーズ内3作品の作曲に携わり世界進出を果たす。
2014年、絶狼-ZERO- -BLACK BLOOD-の劇伴音楽を担当する。同年、ギタリストのYOU、作編曲家の大久保晶文らをメンバーに加え、次世代的アニメ・ゲーム音楽制作プロジェクト「Pegasus Arts Project」のプロデュースを開始。コンセプトミニアルバム第一弾「紅絵巻-KURENAI EMAKI-」は、同年7月2日から行われた第三回クリエイターEXPO東京にて600枚が特別限定無料配布された。
同年8月「MOON SAGA 義経秘伝-第二章-」の音楽制作チームに参加、オーケストラアレンジを担当する。同年12月26日には”第二回GACKT×東京フィルハーモニー交響楽団「華麗なるクラシックの夕べ」”のメインオーケストラアレンジを担当（11曲中10曲）。特に一曲目の「義経秘伝メドレー」では、一曲で演奏時間が約15分、50ページを超える大作のオーケストラスコアを書き上げる。

## 作風
オーケストラ楽器を主に、さらに合唱コーラスやエレキギター等も織り交ぜた派手で壮大な作風を得意とする。さらに近年では日本の和楽器を加えたアプローチも積極的に取り入れており、神馬の主となる音楽スタイルの一つになっている。

## エピソード
- オーケストラ楽器を得意とするが音大は出ていない[1]。
- Mr.Children、ハンス・ジマー、すぎやまこういち、小室哲哉らからの影響を受けているとラジオ内で語っている[1]。
- 小学生の頃は漫画家になろうと思って、毎日のように漫画を描いていた[2]。
- 9歳頃にファミコンのゲームのおまけの機能にて作曲をしたのが最初で、中学生の時に小室哲哉ブームを見て「一人でここまで大量の曲を作られるのは、きっと何か方法論があるに違いない」と思い、書店へ作曲関連の書籍を探しに行ったことが本格的に作曲の勉強を始めたきっかけである[1]。
- 2010年の上京時は、仕事の宛もないのに愛犬のミニチュアダックスフンド「みー」と一緒に飛行機に乗って上京した[2]。
- 2016年に作編曲家の杉山圭一と共同プロデュースで日本と台湾のミュージシャンのライブを台湾で開催した。[11]

## ディスコグラフィ

### 紅絵巻シリーズ
Pegasus Arts Projectとして神馬譲がプロデュースする架空のアニメを題材にしたオリジナルコンセプトアルバム。作詞・作曲・編曲だけではなくコンセプトストーリーの執筆、ジャケットデザインの発注・ディレクション等、神馬自身が全てプロデュースしている。
- 紅絵巻 -Kurenai Emaki-（2014年6月30日）[12]
- 紅絵巻 第二章 -Kurenai Emaki 2-（2015年4月26日）[13]

## 作品

### アーティスト
- GACKT
  - 「ARROW (Orchestra Ver)」（2015年、オーケストラアレンジ）[14][1]
  - 「罪の継承 〜ORIGINAL SIN〜」(Orchestra Ver.)（2017年、オーケストラアレンジ）
- YELLOW FRIED CHICKENz
  - 「YELLOW FRIED CHICKENz I」「NOT ALONE [キミは一人じゃない]」（2012年、ストリングスアレンジ・プログラミング）
- Lill
  - 「Life is Parade.」（2016年、オーケストラパートアレンジ）
  - 「CARTOON HEROES」（2016年、オーケストラパートアレンジ）
- アーバンギャルド
  - 「昭和九十年十二月」（2015年、オーケストラパートアレンジ）
- 葉月ゆら
  - Black Dragon（2015年、作曲・編曲）
  - Conjuration（2016年、作曲、編曲）

### オーケストラコンサート
- 「GACKT ×東京フィルハーモニー交響楽団第二回「華麗なるクラシックの夕べ」」（2014年、オーケストラアレンジ10曲）

### ライブ・コンサート用、BGM・SE
- 「YELLOW FRIED CHICKENz WORLD TOUR *SHOW UR SOUL. I* 世壊傷結愛魂祭 at MAKUHARI 2011」日本公演 アンコール導入BGM「また、ここで逢いましょッ」（2012年、オーケストラバージョンアレンジ）
- 「YELLOW FRIED CHICKENz 解散＆GACKTバースデー武道館ライブ「とりあえず解散ッス。すんませんッス。」」アンコールMC用「また、ここで逢いましょッ」（2012年、ピアノソロバージョンアレンジ）
- 「S.Q.F」15周年単独公演（2015年、オープニング映像用BGM制作）
- GACKT WORLD TOUR 2016 LAST VISUALIVE 最期ノ月 -LAST MOON-（2016年、劇伴音楽制作チーム）

### 舞台
- 「ハロー、グッドバイ」（2012年、劇伴音楽制作チーム、芸映）
- 「MOON SAGA -義経秘伝-｣ （2012年、劇伴音楽制作チーム）
- 「ティラノ」（2013年、劇伴音楽制作チーム、芸映）
- 「MOON SAGA -義経秘伝-第二章」（2014年、劇伴音楽制作チーム）
- 「Honganji」（2016年、Pegasus Arts Projectとして劇伴音楽制作チーム）[15]
- 「ギブアップダンス!!!」（2017年、劇伴音楽）

### 映画
- シェリー（2012年、劇伴音楽制作）
- 「In The Name of Love」映画シリーズ【殺人犯の石】（2012年、劇伴音楽制作チーム）
- 「In The Name of Love」映画シリーズ【我が野獣の彼女】（2012年、劇伴音楽制作チーム）
- 「美女捨山」（2014年、劇伴音楽制作チーム）[16][17]
- 「ちばものがたり」（2015年、劇伴音楽制作）[18]
- 「私、糖尿病ですって！」（2015年、劇伴音楽制作）[19]
- 「ひらり、いま。」（2016年、劇伴音楽制作、「TOKYO CITY GIRL -2016-」）[20]

### アニメ・特撮
- 「絶狼-ZERO- -BLACK BLOOD-」（2014年、劇伴音楽制作チーム）[21]
- 「邪神ちゃんドロップキック」（2018年、劇伴音楽制作チーム）[22]

### ドラマ
- 「遺留捜査」第三シリーズ（2013年、劇伴アレンジ2曲、テレビ朝日）[23]
- 「警視庁捜査一課9係」Season8（2013年、劇伴アレンジ2曲、テレビ朝日）

### CM
- 西武園ゆうえんち「イルミージュ」公式ムービー2016-2017（2016年、音楽制作）

### ゲーム
- 「戦の海賊」公式トレーラームービー（2015年、BGM制作、セガゲームス）
- 「勇者ヤマダくん」植松伸夫のボスダン祭り用BGMアレンジ（2016年、オーケストラパートアレンジ、作曲:植松伸夫）
- 「すみっコぐらし〜パズルをするんです〜」（2016年、パズルゲーム中BGM制作）
- 「戦国修羅SOUL」メインテーマ曲（2015年、アレンジ、作曲:GAKCT.C）[24]
- 『プロジェクトセカイ カラフルステージ! feat. 初音ミク』（セガ）

### その他
- ・樫木裕実カーヴィーダンスで楽やせ！(DVD付き)「じわじわカーヴィー・イス編」「にこにこカーヴィー・立ち編」BGM制作（2012年、学研）